# Trnavské automobilové závody
Trnavské automobilové závody, štátny podnik (Slowaaks voor Trnavase automobielfabrieken, staatsbedrijf, afgekort TAZ, tot 1990 Trnavské automobilové závody, národný podnik, Trnavaer automobielfabrieken, nationaal bedrijf) is een uit het Škoda-concern voortgekomen auto- en onderdelenfabrikant gevestigd in Trnava in Slowakije.

## Geschiedenis
De oorsprong ligt in een in 1917 opgerichte ijzersmelterij. In 1934 werd de productie van elektrische huishoudelijke apparaten (zoals bijvoorbeeld wasmachines) en koeltechniek toegevoegd. De autoproductie begon in 1964 met de verhuizing van delen van de productie van de fabrikanten Praga en Tatra. Onder andere de versnellingsbak van de Škoda 1202 en de assen van de Praga V3S werden vervaardigd.
In 1973 werden de eerste productieprocessen van de Škoda 1203-bedrijfswagens, die sinds 1968 in de fabriek in Vrchlabí werd geproduceerd, verplaatst naar Trnava. Vanaf 1981 vond de productie uitsluitend daar plaats. Deze bestelbus werd na het uiteenvallen van Tsjechoslowakije Škoda TAZ genoemd en uiteindelijk alleen TAZ 1203. In 1993 werd hij vervangen door de TAZ 1500.
Na de omwenteling werkte TAZ ook aan een geschikte opvolger. Hoewel er prototypes waren, faalde het project vanwege financieringsproblemen. Tegenwoordig heet de fabriek ZF Sachs Slovakia a.s. en is een dochteronderneming van ZF Sachs.

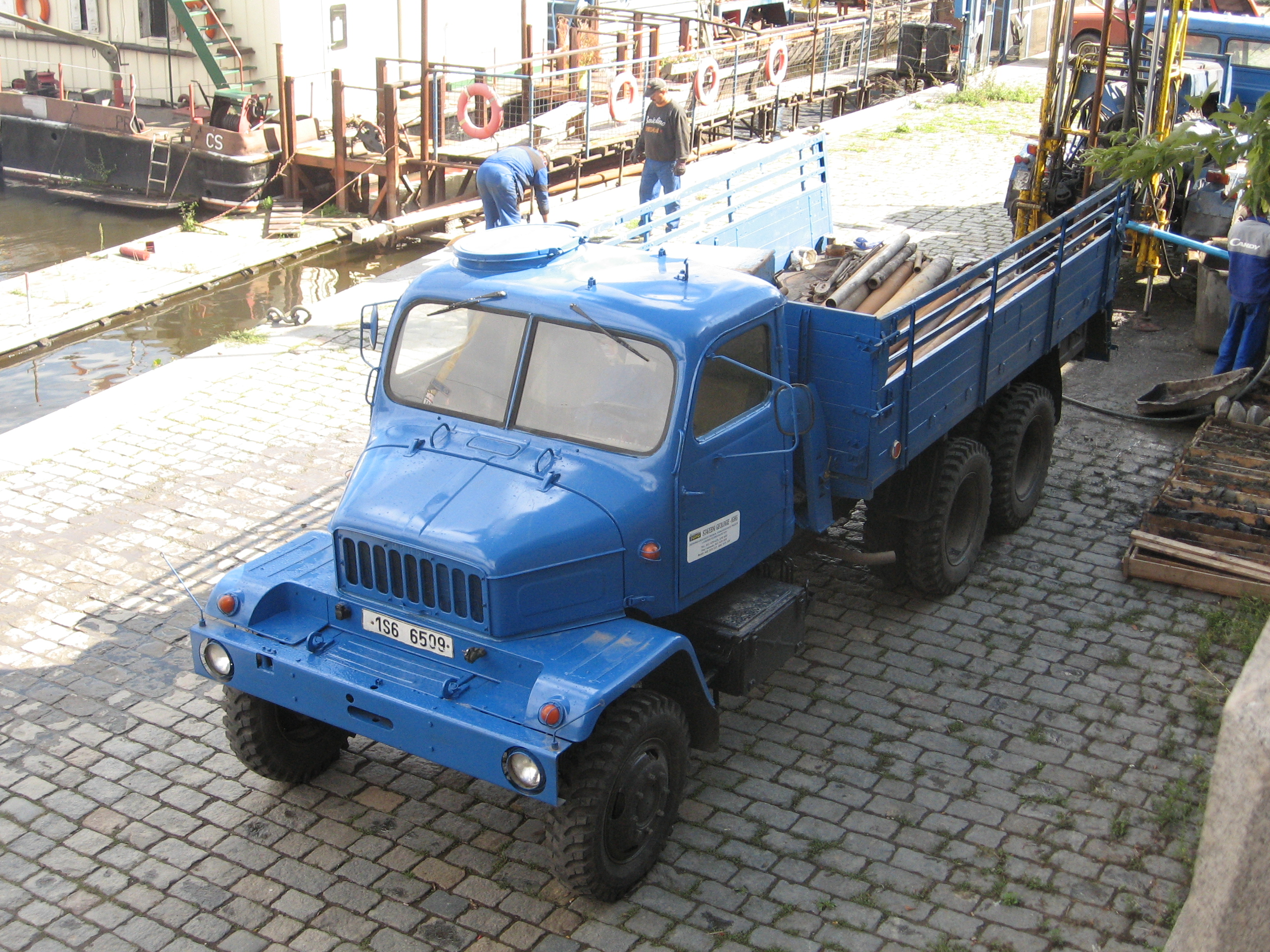
Praga V3S, de assen waren van TAZ.
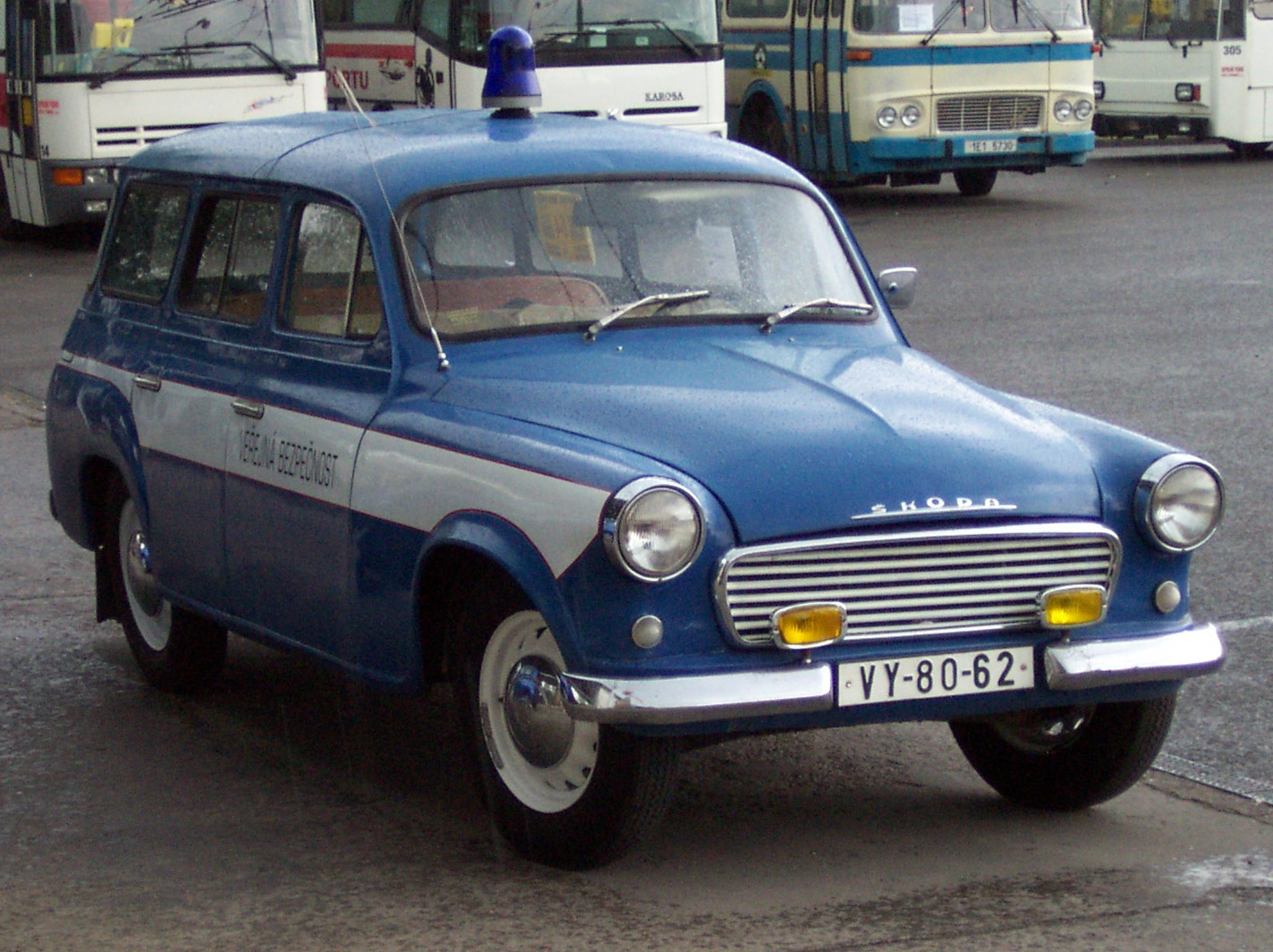
Škoda 1202, de versnellingsbak kwam uit Trnava.
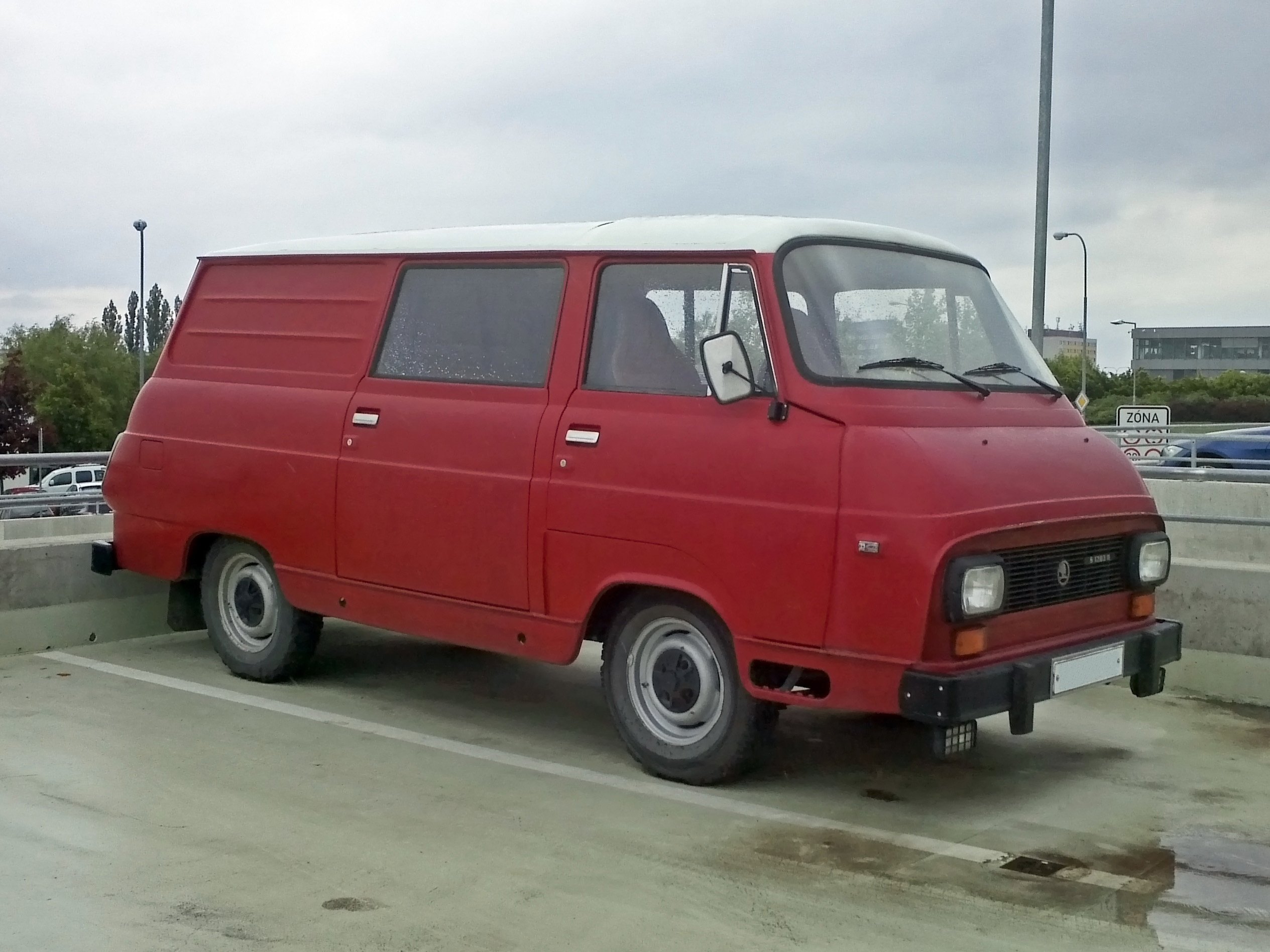
Škoda 1203/TAZ 1500, van 1981 tot 1999 in Trnava geproduceerd.
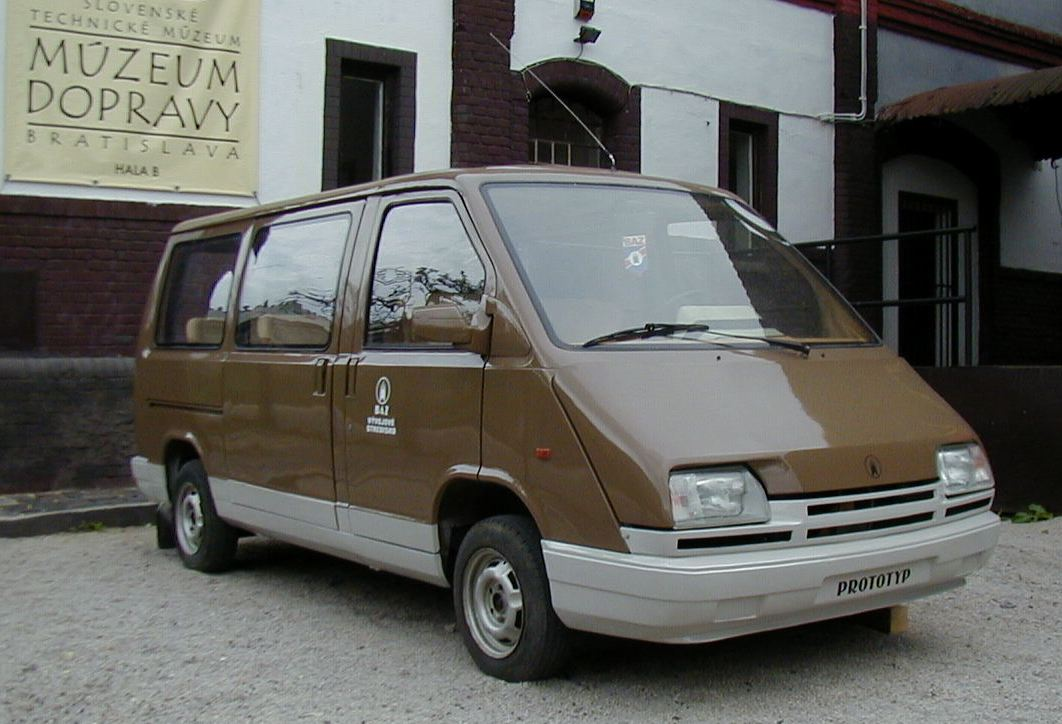
Het prototype BAZ MNA is gebaseerd op het platform van de Škoda Favorit en werd ontwikkeld in Bratislava, hij zou de opvolger van de TAZ 1500 worden.